# Emil Berggren
Emil Berggren (* 3. August 1986 in Eskilstuna) ist ein ehemaliger schwedischer Handballspieler.

## Karriere
Emil Berggren spielte in seiner Heimat bei IF Guif, Hornskrokens IF, HK Eskil, Redbergslids IK und bei IK Sävehof, mit dem er von 2010 bis 2012 dreimal hintereinander schwedischer Meister wurde. Anschließend wechselte der 1,95 Meter große Rückraumspieler zum deutschen Zweitligisten Bergischer HC, mit dem er 2013 in die 1. Liga aufstieg. Im Dezember 2013 gab der BHC bekannt, dass der am Ende der Saison 2013/14 auslaufende Vertrag mit Berggren nicht verlängert wird. Daraufhin schloss er sich dem dänischen Erstligisten Aalborg Håndbold an. 2016 schloss er sich dem deutschen Bundesligisten HSG Wetzlar an. In der Saison 2017/18 stand er beim ungarischen Verein CYEB Budakalász unter Vertrag. Nachdem Berggren anschließend vertragslos war, schloss er sich im Oktober 2018 dem schwedischen Verein IFK Ystad HK an. Im Sommer 2019 beendete er seine Karriere und übernahm bei IK Sävehof das Amt des Sportchefs. Zusätzlich sollte Berggren das Co-Traineramt der Herrenmannschaft übernehmen, jedoch wurde dieses Amt anderweitig besetzt. Nachdem Jonas Larholm im September 2019 sein Traineramt bei IK Sävehof niedergelegt hatte, übernahm er gemeinsam mit Kristian Berndtsson und Peter Möller diesen Posten. Nach der Saison 2021/22 beendet Berggren seine Tätigkeit als Sportdirektor bei Sävehof. Seit 2023 ist Berggren bei Amo Handboll als Sportdirektor beschäftigt. Nach der Saison 2023/24 wird er seine Tätigkeit bei Amo Handboll beenden.
Berggren gehörte zum Kader der schwedischen Juniorennationalmannschaft, mit der er 2007 Weltmeister wurde.

## Privates
Berggren ist mit der schwedischen Handballspielerin Jamina Roberts liiert. Mit Roberts hat er einen gemeinsamen Sohn.